# Mario René Díaz Leyva
Mario René Díaz Leyva, nació el 13 de abril de 1951, en Mayarí, Holguín, Cuba.
Su formación fue autodidacta.

## Exposiciones Personales
Tiene entre sus exposiciones personales las siguientes:
- 1980 "Wifredo Lam. Retratos". Ministerio de Cultura, La Habana, Cuba.
- 1984 "Tres Fotógrafos Cubanos". Capilla del Hotel Presidente, Oaxaca, México;
- 1988 "Mario Díaz: Fotografías". Centro Cultural San Martín, Buenos Aires, Argentina
- 1992 "Direct from Cuba". Raleigh Studios, Hollywood, California, EE. UU.

## Exposiciones Colectivas
Las presentaciones colectivas las ha realizado:
- 1979 "Interpress Foto’79". Pabellón Cuba, La Habana, 
y "Soirée Latinoamericaine. Rencontres Internationales de Photographie". Arlés, Francia.
- 1984, 1a. Bienal de La Habana. Museo Nacional de Bellas Artes, La Habana,
- 1987 "Las Americas: Towards a New Perspective". Gallery 1199, New York/Longwood Gallery, Bronx, Nueva York, EE. UU.
- 1994," 45 Años de Fotografía Cubana". Galería Latinoamericana, Casa de las Américas, La Habana, Cuba.
- 2002, "Cuba 1960-2000. Sogno e realtá". Italian Foundation for Photography, Turín, Italia.

## Premios
En su trayectoria recibió varias menciones, entre ellas en 1984 durante la primera. Bienal de La Habana, Museo Nacional de Bellas Artes, La Habana, Cuba.

## Obras en Colección
Su trabajo forma parte de las colecciones de la Casa de las Américas, La Habana, Cuba, de la Casa de la Cultura, Oaxaca, México, del Center for Cuban Studies, Nueva York, EE. UU. del Consejo Mexicano de Fotografía, México, D.F., MÉXICO, de la Fototeca de Cuba, La Habana, Cuba, de la Fototeca del INAH, Pachuca, Hidalgo, México, del Museo Nacional de Bellas Artes, La Habana, Cuba, y de la Unión Nacional de Escritores y Artistas de Cuba (UNEAC), La Habana, Cuba.
- Datos: Q6764919